# Pseudoliara tepperi
Pseudoliara tepperi är en insektsart som beskrevs av Heinrich Hugo Karny 1907. Pseudoliara tepperi ingår i släktet Pseudoliara och familjen vårtbitare. Inga underarter finns listade i Catalogue of Life.